# Six poèmes arabes
Les Six poèmes arabes constituent un ensemble de mélodies composé par Louis Aubert, de 1915 à en 1917.
Créées par la dédicataire Mme Jourdan-Nauroy, le 8 mai 1917 dans un concert de la SMI, les mélodies sont orchestrées par la suite et créées en concert le 8 novembre 1919 par l'Orchestre Pasdeloup, sous la direction de Rhené-Baton.

## Composition
Louis Aubert compose les Six poèmes arabes de 1915 à 1917, d'abord pour chant et piano. La partition est publiée la même année par les Éditions Durand.
Créées par la dédicataire Mme Jourdan-Nauroy, le 8 mai 1917 dans un concert de la SMI, les mélodies sont orchestrées par la suite et créées en concert le 8 novembre 1919 par l'Orchestre Pasdeloup, sous la direction de Rhené-Baton.

## Présentation

### Poèmes
Les Six poèmes arabes sont extraits du Jardin des caresses traduits par Franz Toussaint, et « forment un tout, un véritable cycle ».

### Mélodies
1. « Le Mirage » — Lent et nonchalant, en ré mineur, à 
 au chant et 
 au piano ;
2. « Le Vaincu » — Avec emportement, en sol mineur, à 
 puis 
 Largement chanté (sans lenteur) ;
3. « Le Visage penché » — Calme et très lent, en la mineur, à 
 ;
4. « Le Sommeil des colombes » — Modéré (sans lenteur), en la majeur, à 
 ;
5. « L'Adieu » — Véhément (Très animé), en fa mineur et majeur, à 
 puis 
 ;
6. « Le Destin » — Lentement, en mi bémol majeur, à 
.

L'exécution dure un peu plus de vingt minutes.

## Critique
L'accueil du public et de la critique musicale est, dans l'ensemble, très positif.

## Postérité
Les Six poèmes arabes sont caractéristiques de la « manière exotique » de la musique de Louis Aubert, parvenu à sa maturité artistique après avoir été longtemps influencé par Debussy et son maître Fauré : « Jamais, à aucun endroit de son oeuvre, le musicien des Poèmes arabes ne s'était laissé aller à tant de verve abondante non plus qu'à tant d'emportement. Jamais il n'avait, avec une volonté pareille, rompu le cadre trop étroit de la mélodie de salon ».
Vladimir Jankélévitch mentionne « les six passionnés Poèmes arabes de Louis Aubert » dans son étude sur l'exotisme dans la musique française du début du XXe siècle : « N'eût-il écrit que Sillages..., les Poèmes arabes et la Sonate pour violon, Louis Aubert serait déjà l'un des plus grands musiciens français ».

## Analyse
L'ensemble des Six poèmes arabes « se ressent de l'influence debussyste (images poétiques, symboles, orchestration), mais peut aussi prendre par endroits une allure emphatique et exaltée encore empreinte d'un certain wagnérisme ». L'œuvre n'en a pas moins « beaucoup de charme ».

## Discographie
- Louis Aubert, Mélodies, par Françoise Masset (soprano), Christophe Crapez (ténor) et Claude Lavoix (piano), 2003, Maguelone MAG 111.134 (premier enregistrement mondial)

### Ouvrages généraux
- Marie-Claire Beltrando-Patier, Brigitte François-Sappey et Gilles Cantagrel (dirs.), Guide de la mélodie et du lied, Paris, Fayard, coll. « Les Indispensables de la musique », 1994, 916 p. (ISBN 2-213-59210-1, OCLC 417117290, BNF 35723610), « Louis Aubert », p. 11–12.
- Marius Flothuis, « Exprimer l'inexprimable » : Essai sur la mélodie française depuis Duparc, Amsterdam, Éditions Rodopi BV, 1996, 323 p. (ISBN 90-420-0087-2).
- Paul Pittion, La musique et son histoire : de Beethoven à nos jours, t. II, Paris, Éditions Ouvrières, 1960, 574 p. (BNF 33137562), « En France, l'inspiration littéraire — la mélodie », p. 457-469.

### Monographies
- Vladimir Jankélévitch, Ravel, Paris, Seuil, coll. « Solfèges » (no 3), 1995 (1re éd. 1956), 220 p. (ISBN 2-02-023490-4)
- Vladimir Jankélévitch, Premières et Dernières Pages : Louis Aubert, Paris, Seuil, 1994 (1re éd. 1974), 318 p. (ISBN 2-02-019943-2 et 978-2-02-019943-8), p. 290-298.
- Louis Vuillemin, Louis Aubert : Son œuvre, Paris, Éditions Durand, 1921, 72 p.

### Articles
- Paul Le Flem, « Six poèmes arabes de Louis Aubert », Le Courrier musical,‎ 1er décembre 1919
- Roland-Manuel, « Six poèmes arabes de Louis Aubert », L'Éclair,‎ 10 mai 1919